# 90P/Gehrels
90P/Gehrels (też Gehrels 1) – kometa krótkookresowa, należąca do rodziny komet Jowisza.

## Odkrycie
Kometa została odkryta 11 października 1972 roku przez Toma Gehrelsa w Obserwatorium Palomar (Kalifornia). W nazwie znajduje się zatem nazwisko odkrywcy.

## Orbita komety i właściwości fizyczne
Orbita komety 90P/Gehrels ma kształt elipsy o mimośrodzie 0,51. Jej peryhelium znajduje się w odległości 2,97 j.a., aphelium zaś 9,12 j.a. od Słońca. Jej okres obiegu wokół Słońca wynosi 14,85 roku, nachylenie do ekliptyki to wartość 9,62˚.
Jądro tej komety ma rozmiary 7,8 km.